# Internazionali di Tennis di San Marino 1997 - Qualificazioni doppio
Le qualificazioni del doppio  dell'Internazionali di Tennis di San Marino 1997 sono state un torneo di tennis preliminare per accedere alla fase finale della manifestazione. I vincitori dell'ultimo turno sono entrati di diritto nel tabellone principale. In caso di ritiro di uno o più giocatori aventi diritto a questi sono subentrati i lucky loser, ossia i giocatori che hanno perso nell'ultimo turno ma che avevano una classifica più alta rispetto agli altri partecipanti che avevano comunque perso nel turno finale.
Le qualificazioni del doppio del torneo Internazionali di Tennis di San Marino 1997 prevedevano 4 coppie partecipanti di cui una è entrata nel tabellone principale.

## Teste di serie
1. Mariano Hood /  Sebastián Prieto (primo turno)

1. Wayne Arthurs /  Richard Fromberg (Qualificati)

## Qualificati
1. Wayne Arthurs  /   Richard Fromberg

## Tabellone

### Legenda
| - Q = Qualificato - WC = Wild card - LL = Lucky loser | - ALT = Alternate - SE = Special Exempt - PR = Protected Ranking | - w/o = Walkover - r = Ritirato - d = Squalificato |

|  | Primo turno | Primo turno                                   | Primo turno                     | Primo turno | Primo turno |  |  | Ultimo turno | Ultimo turno                                  | Ultimo turno | Ultimo turno | Ultimo turno |  |
|  |             |                                               |                                 |             |             |  |  |              |                                               |              |              |              |  |
|  |             | Juan Antonio Marín Salvador Navarro-Gutierrez | 7                               | 3           | 7           |  |  |              |                                               |              |              |              |  |
|  | 1           | Mariano Hood Sebastián Prieto                 | 5                               | 6           | 5           |  |  |              | Juan Antonio Marín Salvador Navarro-Gutierrez | 6            | 5            | 3            |  |
|  | 2           | Wayne Arthurs Richard Fromberg                | Wayne Arthurs Richard Fromberg  | 7           | 6           |  |  | 2            | Wayne Arthurs Richard Fromberg                | 4            | 7            | 6            |  |
|  |             | Clinton Ferreira Dominik Hrbatý               | Clinton Ferreira Dominik Hrbatý | 6           | 3           |  |  |              |                                               |              |              |              |  |